# Huang Ying
Huang Ying (黃鷹| cantonés: Wong Ying | mandarín: Huáng Yīng), nombre de nacimiento Huang Hai Ming (黃明) y Lu Ling (盧令), (Pekín, 28 de octubre de 1956; Hong Kong, 29 de octubre de 1991) fue un novelista y guionista cinematográfico chino.

## Biografía
Nacido Huang Hai Ming y educado en Hong Kong, Huang se especializó en dos géneros muy populares en la época, las novelas de espadachines y las de fantasmas. Bajo el pseudónimo de Huang Ying (Halcón Amarillo en chino) escribió una serie de novelas en la década de los 70 que captaron rápidamente la atención del cine, que adaptó una decena de sus obras en la década de los 80. De entre su extensa producción destaca ante todo la serie de Shen Sheng Yi, conocida en Occidente como The Roving Swordsman, que fue llevada al cine en 1983 por Chu Yuan, interpretada por Ti Lung. Chu adaptó la mayoría de sus trabajos para la compañía Shaw Bros., destacando también Black Lizard y The Enchantress, mientras que Tony Liu dirigió las películas de The Bastard Swordsman. 
El propio Huang fue contratado en 1980 por los estudios Golden Harvest, primero para adaptar sus propias novelas y posteriormente para desarrollar guiones originales. Para esta compañía cabe destacar especialmente las exitosas sagas cinematográficas de Encuentros en el más allá y de El señor de los vampiros. Huang también probó suerte como director y productor cinematográfico de varias películas de corte fantástico a mediados de la década de los 80.